# Актауська ТЕЦ-2
43°36′21″ пн. ш. 51°16′52″ сх. д. / 43.60583° пн. ш. 51.28111° сх. д.
Актауська ТЕЦ-2 — теплова електростанція на заході Казахстану в прикаспійському місті Актау.
В 1968—1973 роках на майданчику станції стали до ладу вісім парових котлів виробництва Таганрозького котельного заводу типу ТГМ-151Б, а у 1978—1984 роках ввели в дію п'ять парових котлів того ж заводу типу ТГМ-96Б. Від них, зокрема, живились турбіни:
- три типу ПТ-60-90/13 потужністю по 60 МВт виробництва Ленінградського металічного заводу (станційні номери 1 — 3, стали до ладу в 1968, 1969 та 1970);
- одна від Харківського турбогенераторного заводу типу К-100-45 потужністю 100 МВт (номер 4, введена в 1972);
- три типу Р-50-45/5 потужністю по 50 МВт, з яких дві виготовив Харківський турбогенераторний завод та одну Ленінградський металічний завод (номери 5 — 7, дві стали до ладу в 1973 та одна в 1975);
- дві виробництва Ленінградського металічного заводу типу ПТ-60-130/13 потужністю по 60 МВт (номери 8 та 9, введені в 1978 та 1979);
- одна від Ленінградського металічного заводу типу ПТ-80/100-130/13 потужністю 60 МВт (номер 10, запущена в 1981).

Таким чином, загальна потужність станції досягнула 630 МВт. Наразі частина обладнання виведена з експлуатації та законсервована, так що фактична потужність ТЕЦ становить 460 МВт. Станом на початок 2020-х провадилось отримання дозволів по проекту заміни турбіни № 7 на нову турбіну типу К-65-12,8 потужністю 65 МВт.
Окрім виробництва електроенергії та постачання теплової енергії підприємствам та населенню Актау ТЕЦ-2 забезпечує пару для роботи опріснювального комплексу (Актау звели на пустельному узбережжі Каспійського моря, де фактично відсутні інші джерела прісної води). До складу ТЕЦ входить насосна станція, яка забезпечує подачу морської води для покриття технологічних потреб самої ТЕЦ-2, а також ТЕС Актау, установки опріснення та заводу азотних добрив.
ТЕЦ використовує природний газ, що надходить до регіону по трубопроводу Жанаозен — Актау.